# Pommerska kriget 1805–1807
Pommerska kriget 1805–1807, även kallat Svensk-franska kriget 1805–1810, Första Napoleonkriget eller Tyska kriget (eftersom det fördes på tysk mark), var ett krig mellan Sverige och Frankrike. Gustav IV Adolf försökte hjälpa till att störta Napoleon, men misslyckades. Krigshandlingarna slutade dock redan 1807. I Freden i Paris tvingades Sverige ansluta sig till kontinentalsystemet. Kriget var en del av Tredje och Fjärde koalitionskrigen som i sin tur var en del av Napoleonkrigen.

## Bakgrund
År 1803 förklarade Storbritannien krig mot Frankrike. Bakom denna krigsförklaring låg att England inte ville låta sig utmanas som den dominerande kolonialmakten. Eftersom det var omöjligt för Storbritannien att ensamma slå Frankrike, behövde man bundsförvanter. Många länder var motvilliga till att ingå i en koalition mot Napoleon, men det avgörande blev att Napoleon i maj 1805 lät kröna sig till kung av Italien. Ryssland hade redan i april 1805 gjort gemensam sak med britterna, och i augusti samma år trädde Österrike och Sverige in i koalitionen. 
Bidragande till att Sverige trädde in i koalitionen var mordet på hertigen Louis Antoine Henri de Bourbon, vilket skett efter att Frankrike kränkt det neutrala Badens territorium. Detta mord upprörde hela Europa, och förstärkte Gustav IV Adolfs hat mot Napoleon. Men beslutet för Sveriges del att gå i krig var inte enbart byggt på känslor. Från början var Sverige del av en till synes stark allians, som kunde ha goda möjligheter att slå Napoleon. I augusti 1805 gick det inte att förutse den rysk-österrikiska förlusten i Slaget vid Austerlitz i december 1805, Preussens kollaps i Slaget vid Jena-Auerstedt i oktober 1806 och ryssarnas förlust i Slaget vid Eylau i februari 1807. Dessa bakslag förändrade totalt Sveriges möjligheter till framgångar.

## Krigshandlingarna
Kriget fördes i stort sett på tysk mark. Utgångspunkt för de svenska trupprörelserna var Svenska Pommern. I början av november 1805 fanns en armé bestående av drygt 12 000 svenskar och ryssar stående i Svenska Pommern. Planen var att via fästningen Hameln, som var i franska händer, förflytta sig mot Hannover, där engelsmännen var på plats. Man skulle befria Hannover från franska trupper och därpå infalla i Holland, som Frankrikes revolutionära regering förvandlat till ett franskt lydland.
Ryska trupper hade redan ryckt in i Hannover, och engelsmän och svenskar var på väg dit, då Gustav IV Adolf kom i gräl med den preussiske kungen Fredrik Vilhelm. Av misstro till Preussen hejdade den svenske kungen sin framryckning och kvarhöll sina trupper i Pommern. Han avsade sig till och med överbefälet över den ryska och engelska armén.
Det tog flera veckor innan bundsförvanterna lyckades lugna honom. När han äntligen satte sin armé i marsch mot Hannover var ögonblicket försuttet, och Napoleon hade vunnit sin stora seger i Austerlitz. Efter detta ingick Preussen ett fördrag med Napoleon, som innebar att svenskar, ryssar och engelsmän nu måste lämna Preussen. Svenskarna retirerade motvilligt till Svenska Pommern.
Gustav Adolf kvarlämnade dock i det lilla Sachsen-Lauenburg, norr om Elbe, en styrka på 1 800 man. Efter fåfänga försök att förmå den svenske kungen att ta reson ryckte en preussisk armé in i Lauenburg. Gustav Adolf hade dock dessförinnan låtit större delen av den svenska kåren marschera bort ur hertigdömet, men ett par hundra ryttare var beordrade att stanna kvar och "beskydda" landet. Kungen förklarade att ett angrepp på hans folk i Lauenburg skulle vara liktydigt med en krigsförklaring. Gustav Adolf tycks ha velat driva Preussen till ett avgörande steg som kunde medföra att han själv fick kraftigare bistånd från England.
Sammanstötningen mellan de svenska och preussiska trupperna ledde till att preussarna utmanövrerade den lilla svenska avdelningen under en skenstrid som kostade en död och åtta sårade. Gustav Adolf svarade genom att beslagta alla preussiska fartyg i svenska hamnar samt blockera Preussens Östersjöstäder. Dit kom det dock aldrig. Gustav Adolf höll orubbligt på att kriget kunde undvikas endast genom att preussarna utrymde Lauenburg och svenska trupper åter fick besätta landet.

### Överraskningen i Lübeck
Under sommaren 1806 bytte Preussen sida i kriget. Svenskarna tilläts nu att ockupera Sachsen-Lauenburg, men under hösten samma år skördade fransmännen nya framgångar, och Preussen och det övriga Tyskland översvämmades av fransk trupp. Svenskarna tvingades nu retirera mot Lübeck. Planen var att därifrån sjövägen kunna rädda sig till Stralsund i Svenska Pommern. Svenskarna överraskades dock av fransmännen under förberedelserna för sjötransporten, och den 6 november måste 1 000 svenska soldater kapitulera. De flesta hade redan packat ner sina gevär! Detta "slag" kallas Överraskningen i Lübeck.

### Utfallet från Stralsund
I början av 1807 inledde fransmännen en belägring av Stralsund. Då fransmännen även var upptagna med krigföring på annat håll, minskade deras numerär stadigt. Svenskarna beslutade därför att göra ett utfall för att häva belägringen. Utfallet från Stralsund genomfördes med framgång den 1 april, vilket ledde till att svenskarna kunde besätta det omgivande landskapet, inklusive Usedom och Wollin.

### Slaget vid Ueckermünde
Fransmännen valde dock att på nytt anfalla. En 13 000 man stark armé, utgående från Stettin, anföll svenskarna den 16 april. Den vänstra avdelningen av den svenska armén måste dra sig tillbaka, och en annan avdelning i Ueckermünde blev då avskuren. Den 17 april försökte den avskurna styrkan ta sig därifrån sjövägen, men blev anfallen under lasten på fartyg. Slaget vid Ueckermünde slutade med att 677 man gav sig tillfånga.

### Återtåget till Rügen
Gustav IV Adolf gav inte upp hoppet. Han lyckades, med Preussens hjälp, samla ihop en styrka om 17 500 man, delvis undermåligt tränade. Mot dessa stod den franska armén om 40 000 man. Den 13 juni 1807 började den svenska armén röra på sig, men i början av juli slöt Ryssland och Preussen fred med Frankrike. Den svenska styrkan tvingades därför dra sig tillbaka till Stralsund, varefter man snabbt backade till Rügen. Det franska befälet gick slutligen med på att ge svenskarna fritt avtåg. Fransmännen hade därefter herraväldet i Svenska Pommern.

## Freden i Paris
Vid freden i Paris återfick Sverige Svenska Pommern. Sverige tvingades dock att acceptera kontinentalsystemet, vilket innebar att Sverige inte fick köpa brittiska varor.